# Brodowski
Brodósqui este un oraș în São Paulo (SP), Brazilia.

## Istoric
Localitatea Brodowski a luat naștere mulțumită colonelului Lúcio Eneas de Melo Fagundes, care a inițiat construirea unei halte în  1873 prin proiectul de construire a unei căi ferate de Companhia Mogiana de Estradas de Ferro care urma să lege Campinas de Mogi Mirim. Stația de cale ferată a fost denumită în cinstea inginerului polonez de la căile ferate Alexander Brodowski. În jurul stației a luat naștere cu timpul un orășel care a fost declarat oraș la data 22 august 1913.

## Personalități marcante
- Candido Portinari, pictor